# Дорога на...
«Дорога на…» (или «Дорога в…»; англ. Road to …) — цикл из семи кинофильмов с участием Бинга Кросби, Боба Хоупа и Дороти Ламур, выпускавшихся компанией Paramount Pictures (США) с 1940 по 1962 год. Комедии с элементами приключенческих, мелодраматических и музыкальных фильмов, остро пародирующие сложившиеся в первой половине XX века кинематографические штампы. В настоящее время «Дорога на…» рассматривается как один из первых примеров франшизы.

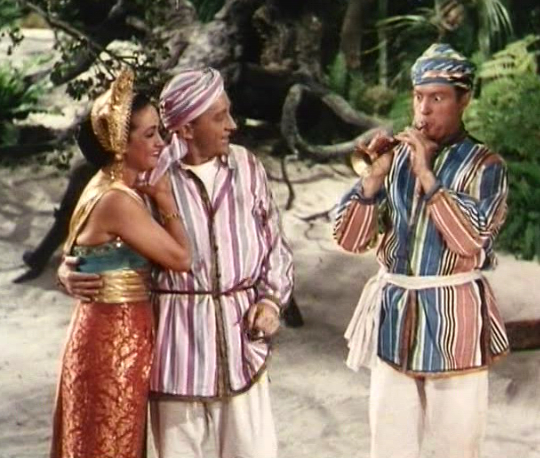
Дороти Ламур, Бинг Кросби и Боб Хоуп
в фильме «Дорога на Бали»

## История создания и художественные особенности
Соединение двух взаимодополняющих талантов в кино эффективно использовалось Голливудом с момента, когда фильмы только начали производиться. От Стэна Лорела и Оливера Харди до Мела Гибсона и Дэнни Гловера здравый смысл подсказывал взять и столкнуть двух одарённых актёров на съёмках… и прокат обернётся огромными кассовыми сборами. Картины серии «Дорога на…» может и не совсем из их числа, но для своего времени они были финансово успешными фильмами.— «Дорога к… кассовому успеху: Семь комедий Бинга Кросби, Боба Хоупа и Дороти Ламур»
После появления на студии Paramount Pictures идеи создания первого фильма (с рабочим названием сначала «Дорога на Мандалай», а позже — «Побережье мечты») главные роли на различных этапах предлагались Фреду Макмюррею, Джеку Оуки, Джорджу Бёрнсу и Грейси Аллен. После их отказа предложение отправили Кросби и Хоупу, уже имевшим опыт совместных выступлений, а также Дороти Ламур. В картине «Дорога в Сингапур», единственной из всего цикла, исполнители центральных персонажей расставлены в порядке Кросби-Ламур-Хоуп, сменившемся позже на Кросби-Хоуп-Ламур, так как, по мнению российского кинокритика Андрея Плахова, именно этот фильм изменил статус Боба Хоупа и сделал его «кинозвездой большого калибра».
Как первый, так и все последующие фильмы сюжетно не связаны между собой, персонажи имеют разные имена, профессии; изменяются также некоторые черты характера. Кроме того, романтические отношения героинь Ламур развиваются от фильма к фильму то с одним, то с другим партнёром (заканчиваясь, в 5 фильмах из 7, взаимной любовью с персонажем Кросби). Для всех лент характерен приём регулярного обращения к зрителям (так называемое разрушение четвёртой стены) с личностными комментариями своих поступков или действий других актёров. Отсутствие в сюжетах фильмов рационализма и логики, сознательная подмена их абсурдом и иррациональностью позволили автору нескольких энциклопедических изданий по истории кино, американцу Филу Холлу отнести это явление к популярному в первой четверти XX века течению дадаизма.
Каждая из картин содержит 4-6 музыкальных номеров, при этом как минимум один — сольное выступление Кросби (наиболее часто в жанре романтической баллады), один — вокальная женская партия Ламур, один — комические куплеты Кросби и Хоупа.
Для всего цикла характерен ряд шуток, которые переходят из серии в серию:
- Pat-a-cake — детская забава, аналог русской игры «в ладушки». Персонажи Кросби и Хоупа всегда начинали эту игру перед отпором какому-либо противнику. От идиотизма происходящего нападающие на мгновение цепенели, после чего Кросби и Хоуп переходили в ответную атаку и, как правило, на время нейтрализовали врага.
- Мошенничество — в том или ином виде присутствует в каждом фильме серии. Направлено либо против друг друга, либо против третьих лиц. В последнем случае не несёт откровенно криминального характера и ограничивается лишь самыми незначительными потерями для пострадавших (распространение «универсального пятновыводителя», запуск манекена в аттракционе «человек-снаряд», продажа героя Хоупа в рабство и так далее).
- Остроты и язвительные намёки о репликах или действиях партнёра.
- Шутки о лёгкой полноте персонажей Хоупа («запасное колесо», «спасательный круг» и тому подобное).

13 октября 1977 года было объявлено, что трио актёров вновь воссоединится для создания восьмого фильма серии — «Дорога к вечной молодости» (англ. The Road to The Fountain of Youth). Но проект не состоялся, поскольку Бинг Кросби умер на следующий день от обширного инфаркта.

### «Дорога в Сингапур» (1940 год)
Режиссёр Виктор Шерцингер, сценаристы Френк Батлер и Дон Хартман. Чёрно-белый, продолжительность фильма 85 минуты, премьера состоялась 14 марта 1940 года.
В этом фильме в партнёрстве с тремя главными исполнителями сыграл Энтони Куинн (Цезарь).

#### Сюжет
Два товарища — моряка Джош Мэллон (Кросби) и Эйс Ленниган (Хоуп) бегут от данных ранее брачных обязательств в Сингапур. На одном из тропических островов к ним присоединяется ресторанная танцовщица Мимму (Ламур). Оба товарища влюблены и пытаются ухаживать за девушкой. Мимма делает выбор в пользу Джоша. Однако на острове объявляется его отец и увозит сына в США. Вскоре Джош бежит от отца и присоединяется к друзьям.
Линейное повествование сюжета чередуется с музыкальными номерами, при этом массовые национальные танцы аборигенов вымышленного острова Кайгон сопровождаются песнопениями на эсперанто.

### «Дорога в Занзибар» (1941 год)
Режиссёр Виктор Шерцингер, сценаристы Френк Батлер и Дон Хартман (по сюжету Сая Бартлетта и Френка Батлера). Чёрно-белый, продолжительность фильма 91 минута, премьера состоялась 11 апреля 1941 года. Решением Национального совета кинокритиков США картина включена в десятку лучших фильмов года. В статье обозревателя «Variety», вышедшей сразу после премьеры фильма, отмечается, что хотя он и наполнен большим количеством комедийных ситуаций, ему не хватает компактности и непосредственности, свойственных предыдущему фильму. Аналогичные замечания в «тяжеловесности и натянутости» шуток делает ленте критик Деннис Шварц. Тем не менее, рецензент «The New York Times» свою статью о картине (1941 год) резюмирует, что она — не более чем лёгкая кинокомедия, где «Кросб и Хоуп шутят, Ламур поёт пару песенок, а зритель может весело провести время».

#### Сюжет
Два американца Чак Рирдон (Кросби) и Хуберт Фрейзер (Хоуп) промышляют на ярмарках крупных африканских городов мелким мошенничеством. В результате сомнительных операций им приходится скрываться от преследования шайки авантюристов. В одном из городков, Чак и Хуберт знакомятся с двумя молодыми девушками — также мошенницами. Лучший шанс замести следы — отправиться в джунгли на сафари. Во время этого путешествии они попадают в лапы диких животных, в племя людоедов, но всегда легко выходят из затруднительных ситуаций.

### «Дорога в Марокко» (1942 год)
Режиссёр Дэвид Батлер, сценаристы Френк Батлер и Дон Хартман. Чёрно-белый, продолжительность фильма 82 минуты, премьера состоялась 10 ноября 1942 года (через 48 часов после начала операции «Факел» — высадки британо-американских сил в Алжире и Марокко в рамках Северо-Африканской кампании 1942 года).
Первая картина из «дорожной» серии, которая была поставлена по оригинальному сценарию.
В этом фильме ещё раз в цикле сыграл Энтони Куинн (шейх Муллай Касим).
Фильм был номинирован на премию Оскар за лучший оригинальный сценарий и лучший звук, но наград не получил. В 1996 году картина включена в Национальный реестр фильмов США. Член Ассоциации кинокритиков Лос-Анджелеса Эмануил Леви рассматривает картину как лучшую серию цикла. Обозреватель «National Catholic Register» подчёркивал факт, что это не более, чем развлекательное кино: 

Третий из широко известных «дорожных» фильмов <…> и, пожалуй, лучший. Беззаботный и нелепый, непростой, но без чрезмерно сложного сюжета. Он должен был бы стать точкой в дорожных фильмах, пока они не опустились до пародии на самих себя. 

#### Сюжет
Два товарища Джефф и Орвилл в результате кораблекрушения оказываются на пустынном африканском берегу. На верблюде они добираются до ближайшего города. Чтобы добыть денег на еду, Джефф продаёт Орвилла в рабство незнакомцу, но обещает в самое ближайшее время выкупить товарища. Через несколько дней Джефф разыскивает Орвилла, но не в рабским ярме, а в покоях принцессы Шалмар, которая выкупила того и даже планирует выйти за него замуж. Познакомившись с Джеффом, принцесса пересматривает свой выбор и соглашается стать его женой и отправиться в США. Орвилл довольствуется Маймой — девушкой из свиты. Бывший жених принцессы шейх Муллай Касим со своими воинами похищает Шалмар и увозит в пустыню, где начинает готовиться к свадьбе. Джефф и Орвилл тайно пробираются туда и освобождают принцессу Шалмар и Майму. Две пары влюблённых возвращаются на корабле в США.

### «Дорога в Утопию» (1946 год)
Режиссёр Хэл Уолкер, сценаристы Мелвин Френк и Норман Панама. Чёрно-белый, продолжительность фильма 90 минут, премьера состоялась 27 февраля 1946 года. Единственный фильм из цикла, где действие происходит в вымышленном месте и в исторический период значительно более ранний, чем время съёмок (Золотая лихорадка на Аляске, конец XIX века). Всё действие, происходящее на экране, комментирует популярный для своего времени комик Роберт Бенчли.
Определённая уникальность истории состоит и в том, что героиня Ламур единственный раз в цикле в финале остаётся с персонажем Хоупа.
Фильм был снят в 1944 году. Однако его премьера была отложена из-за избытка кинопродукции у Paramount Pictures в этот период. Кроме того, согласно автобиографии Дороти Ламур «Моя сторона дороги», выпуск лёгкой кинокомедии был приостановлен для того, чтобы не помешать получению Бингом Кросби ожидаемой премии «Оскар» за лучшую мужскую роль — за драматическую роль священника Чака О`Молли в фильме «Идти своим путём».

#### Сюжет
Два актёра провинциального варьете Дюк Джонсон (Кросби) и Честер Хьютон (Хоуп) случайно получают карту участка с указанным там местом расположения золотоносной жилы. Под именами предыдущих владельцев карты — беглых бандитов Сперри и Макгарка, они отправляются на Клондайк в надежде разбогатеть. Но у золота есть и законная владелица — местная певичка Сел Ван Хойден (Ламур), у убитого отца которой гангстеры ранее похитили план. По характерному для жанра стечению обстоятельств Дюк и Честер знакомятся и одновременно влюбляются в девушку. Используя женское очарование, она пытается вернуть карту себе. Одновременно в посёлке золотоискателей объявляются подлинные Сперри и Макгарк. Следуют многочисленные ситуации, свойственные для комедии положений. В финале происходит погоня на собачьих упряжках: за Дюком, Честером и примкнувшей к ним Сел гонятся бандиты. Друзьям почти удаётся скрыться, но на озере сани переворачиваются, лёд раскалывается. Сел и Честер остаются на одной стороне разлома, Дюк — один против преследователей… Сюжетный взгляд в будущее переносит зрителя в настоящее время, где немолодой уже Дюк рассказывает также постаревшим Сел и Честеру как ему удалось убежать от гангстеров, а они представляют ему своего сына, который как две капли воды похож на Дюка.
Картина традиционно для всей «дорожной» серии содержит танцевальные и музыкальные номера.

#### Признание и критика
Картина была номинирована на премию «Оскар» за лучший оригинальный сценарий.
Фильм «Дорога в Утопию» сразу после премьеры кинокритики таких изданий, как «Variety», «New York Times» оценили очень высоко как с творческой стороны, так и со стороны технического исполнения. Отмечая, что хотя ленте и свойственен более неторопливый темп, чем другим фильмам серии, она «сохраняет прежний уровень сумасбродного абсурда».
Кинокритик Денис Шварц из «Ozus' World Movie Reviews» отмечает:

В весёлом, живом фильме достаточное количество острот и экспромтов <…> При этом сценаристы столкнулись с рядом сложностей, пытаясь удовлетворить сразу трёх звёзд, находящихся на пике своей популярности.
Обозреватели интернет-ресурса Three Movie Buffs (Эрик Нэш, Патрик Нэш и Скотт Нэш) дают оценку картинам с точки зрения современных знаний о последующей истории развития медиафраншизы: 

«Дорога в Марокко» и «Дорога в Утопию» характеризуют абсолютный пик «дорожных» фильмов как в финансовом результате, так и в оценке критиков. «Марокко» был пародией на старые картины в стиле Тысячи и одной ночи, а «Утопия» копирует ленты про золотую лихорадку. Бинг, Боб и Дороти доказали, что независимо от климата, будь то езда на верблюдах в пустыне или на собачьих упряжках в снегу, они умеют развлекать.

### «Дорога в Рио» (1947 год)
Режиссёр Норман Зенос Маклеод, сценаристы Эдмунд Белойн и Джек Роуз. Чёрно-белый, продолжительность фильма 100 минут, премьера состоялась 25 декабря 1947 года. Роль коварной опекунши исполнила Гейл Сондергард. В роли бразильских гитаристов выступило трио комиков и музыкальных эксцентриков «Wiere Brothers». В номере «You Don’t Have to Know the Language» Бинга Кросби сопровождает вокальное трио «Сёстры Эндрюс», чрезвычайно востребованное в кинематографе США 1940-х годов. Картина была номинирована на премию «Оскар» за лучшую музыку к фильму.

#### Сюжет
Два музыканта — Свини по прозвищу Скат (Кросби) и Бартон по прозвищу Хот Липс (Хоуп), путешествуют по США в поисках работы. После непреднамеренного поджога цирка в Луизиане они вынуждены спрятаться на корабле, совершающем рейс в Рио-де-Жанейро. На лайнере они становятся свидетелями криминального гипноза, который применяет некая Кетрин Вайл (Сондергард) в отношении опекаемой ею молодой женщины Люси Марии де Андраде́ (Ламор). Вайл планирует выдать Люси замуж за своего брата для получения неких важных документов.
Свини и Бартон, прибыв в Рио, помогают девушке сбежать от коварной опекунши, и, сформировав с уличными бразильскими музыкантами небольшой оркестр, с успехом выступают в дорогом местном клубе. Там их настигает миссис Вайл, вновь подчиняет себе разум Люси, а Свини и Бартону пытается внушить (безуспешно) смертельную ненависть друг к другу. После серии приключений, друзья срывают свадебную церемонию. Люси свободна, загадочные документы попадают в руки героев. Свини читает их, но, когда Бартон интересуется их содержанием, восклицает: «Мир не должен этого узнать!».

#### Критика
Штатные кинообозреватели «The New York Times» после первых дней проката отметили, что в пятый фильм, вероятно, не самый смешной и не самый успешный из «дорожного» цикла. Критик Грэм Кларк в обозрении на ресурсе The Spinning Image даёт более благожелательную оценку:

Этот фильм — самый длинный из «дорожной» серии, но он настолько ярок с его бесшабашными приколами, безупречной синхронностью, весёлыми песнями, что вы бы не возражали, если бы он шёл ещё на один час дольше.
Такому же приёму картина удостоена на другом современном ресурсе — The Movie Scene:

 «Дорога в Рио» представляет собой блестящий фильм, потому что это просто непрекращающееся развлечение. <…> Даже если сюжет прост, то, на самом деле, это не имеет значения, потому что он не более чем идеальная связка для музыкальной комедии.

### «Дорога на Бали» (1952 год)

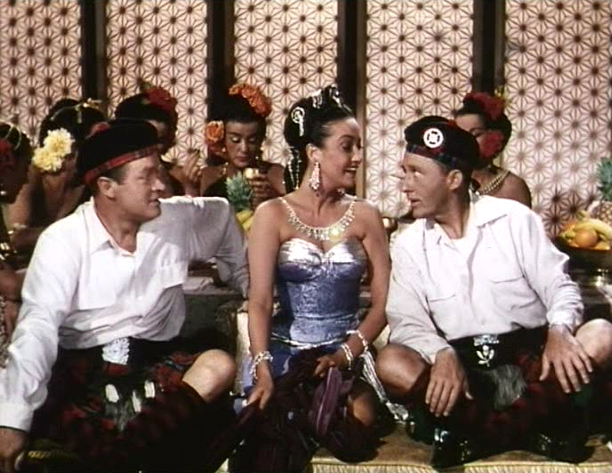
Боб Хоуп, Дороти Ламур и Бинг Кросби
в фильме «Дорога на Бали»

Режиссёр Хел Уокер, автор сценария Френк Батлер. Единственный цветной фильм из серии; премьера состоялась 1 ноября 1952 года; продолжительность — 91 минута.

#### Сюжет
Джордж (Кросби) и Гарольд (Хоуп) — американские певцы и танцоры, выступающие по небольшим варьете в Мельбурне, спешно покидают город, спасаясь от обещанных брачных обязательств. Они задерживаются в городке Дарвин, где находят работу в качестве ловцов жемчуга на лодке, нанявшись к Кену Ароку, одному из островных правителей. Оба товарища увлечены красотой принцессы Лалы (Ламур) — родственницы Арока. Обнаружив при одном из погружений сундук с драгоценными камнями, Джордж, Гарольд и Лала бегут от принца Арока и оказываются на новом острове. Принцесса не может выбрать, ухаживания какого из двух мужчин ей принять. После некоторых комичных недоразумений два товарища принимают участие в туземной свадебной церемонии, полагая, что Лала берёт в мужья их обоих. В действительности оказывается, что они вступили в брак друг с другом. За свадьбу между мужчинами местное божество — вулкан начинает извергаться. Спасаясь, двое мужчин и девушка оказываются ещё на одном острове, где вскоре принцесса делает окончательный выбор в пользу Джорджа.

#### Критика
Кинокритики неоднократно подчёркивали, что к шестому фильму Кросби (49 лет) был откровенно стар для амплуа героя-любовника, а вместе с Хоупом они играют и острят уже «как-то без огонька». Некоторым образом оправдывая актёров, обозреватели российской газеты «Коммерсантъ» отмечают:

Эти фильмы и не притворялись чем-то большим, чем они были. Хоуп может обратиться напрямую к зрителям: парни, я сейчас спою немного, так что ловите момент, сбегайте за попкорном. Главное достоинство «Дороги на Бали», благодаря которому фильм и остался в истории кино: в нём впервые в массовом порядке использовалось камео, молниеносное и необязательное появление на экране звезд — Хамфри Богарта, Джерри Льюиса, Дина Мартина, Джейн Расселл.
При этом появление Богарта — аллюзия на фильм «Африканская королева», Расселл — на её героиню из комедийного вестерна «Бледнолицый» (англ. The Paleface) и последующего сиквела. Льюис и Мартин появились в картине на основе своеобразного творческого бартера: в следующем году Кросби и Хоуп ответили коллегам участием в эпизоде в их фильме «Напуганные до смерти» (англ. Scared Stiff).

## Влияние на культуру
Эти фильмы являются очень важным и влиятельным звеном в эволюции американской кинокомедии; легко понять, почему они так смешны и сегодня. Их основные шаблоны и условности, не говоря уже о типично американском саркастическом тоне, были скопированы и превратились в бесчисленное множество других проектов в течение последних 60 или 70 лет.— Павел Мэвис, историк кино
- Кинокомедия Мела Брукса «Всемирная история, часть первая» содержит музыкальный номер «We’re off on the road to Judea», являющийся своеобразной пародией на песню «(We’re Off on the) road to Morocco» из третьего фильма цикла.
- В кинокомедии «Шпионы, как мы» (1985 год) режиссёр Джон Лэндис во многом копирует героев «дорожных» фильмов: Дэн Эйкройд воспроизводит типаж Кросби, а Чеви Чейз — Хоупа[24]. При этом сам Боб Хоуп появляется в 30 секундном камео.
- Кинорежиссёр Элейн Мэй при создании ею фильма «Иштар» (1987 год) использовала образы из цикла «Дорога на…», причём персонажа Кросби исполнил Дастин Хофман (в «Иштаре» — типаж «ловелас»), а персонажа Хоупа — Уоррен Битти (типаж «недотёпа»)[25].
- С мая 2000 года американская вещательная сеть Fox Broadcasting Company в анимационном сериале «Гриффины» начала выпуск нескольких серий под общим названием «Road to…» (другое название — «Family Guy Road shows»), которые определённым образом повторяют оригинальные художественные фильмы от Paramount Pictures. Особую схожесть придают музыкальные номера и элемент пародии уже на современные кинематографические штампы. Идея проекта принадлежала создателю и исполнительному продюсеру «Гриффинов» Сету Макфарлейну[26].
- Один из эпизодов мультипликационного сериала «Чудеса на виражах» (Walt Disney Pictures) называется «Дорога в Макадамию» (The Road to Macadamia) и является аллюзией на «дорожную» серию.
- Созданный компанией DreamWorks Animation в 2000 году мультфильм «Дорога на Эльдорадо», по мнению кинокритика Боба Блюма из «Journal & Courier[англ.]» (Лафайет, штат Индиана), вдохновлён именно циклом «Дорога на…». При этом авторы не стали наделять анимационных персонажей характеристиками классического тандема Кросби-Хоупа, где первый — «энергичные мозги», а второй — «трусливая жертва»[27].